# 山中元貞
山中 元貞（やまなか もとさだ、? - 天保2年（1831年）8月10日）は、日本の江戸時代の郷士。鴻池村山中総本家の11代目当主。出雲国の戦国武将山中幸盛の子孫。山中元長の四男。幼名は新五郎。通称は（11代）山中新右衛門と称した。
墓所は不明であるが、慈眼寺過去帳によれば法号を禅外宗流信士と記されている。

## 生涯
山中元長の四男として生まれた。兄である山中元漸が寛政6年（1794年）12月4日に急死し、急遽家督を継いだ山中元興が同姓であった旗本山中太良右衛門幸正の養子となったため、父の命により元貞は家督を相続し（11代）山中新右衛門と称した。しかし家政の運営や行動に問題があったため、父の勘気を被り、寛政8年（1796年）6月に退身させられ、勘当の身となり河辺郡大野新田村に閑居する事となった。